# Metahemerobius kalligrammus
Metahemerobius kalligrammus là một loài côn trùng trong họ Palaeoleontidae thuộc bộ Neuroptera. Loài này được Makarkin miêu tả năm 1990.